# 龍門客棧
《龍門客棧》是一部1967年上映的港台合拍武俠電影，由胡金銓赴台執導。曾獲得第六屆金馬獎優等劇情片、最佳編劇獎。本片除了是該年度台灣票房冠軍，亦刷新在台灣拍攝的電影在香港以及東南亞的票房紀錄，自此開啟台灣武俠片熱潮，歷時十年方衰。

## 劇情
中國明朝景泰八年（1457年），明英宗發動奪門之變，重新復辟，太子太傅、兵部尚書于謙受專權太監誣陷，以通謀藩王，覬覦大寶罪名判處死刑，家屬充軍龍門。東廠暨錦衣衛（下簡稱番子）頭子曹少欽派人至龍門截殺于謙家人。番子大檔頭皮紹棠、二檔頭毛宗憲帶隊抵達龍門客棧，要帳房與店小二不再收客人，又問得附近有守兵12人，為免妨礙任務前往殲滅。皮、毛外出時，一名叫蕭少鎡，帶著傘的斯文男子執意投店，一名番子依大頭目指示在蕭少鎡的酒下毒未果，被蕭強灌毒酒而死。皮紹棠聞訊返回，見蕭少鎡技藝不凡難以輕易打發，便為屬下賠罪，攀談了解其來意，並稱自己在刑部當差，來龍門辦案。蕭只說自己是掌櫃的朋友，特來拜訪。皮紹棠軟言請蕭暫時離開客棧以便辦案，蕭慨然應允。
離開客棧後碰上回來的掌櫃吳寧，蕭描述皮紹棠一行人，原來蕭是吳寧特地找來的，但尚不知吳所為何事。吳急與蕭趕回客棧。當天又有一對兄弟堅持投店，蕭、吳出面拒絕其投宿，然而皮紹棠主動留他們下來。晚飯時，哥哥朱驥莽撞地問起，在路上是否看到押解犯人，犯人是一男一女，還帶著一名孩童。這一問讓在場所有人均心有戒備。皮紹棠裝作若無其事般問道可知要找的人姓什麼，發配到何處？弟弟朱輝連忙胡謅了答案。二頭目也作無事狀，要屬下拿酒。店小二見又使人進廚房，有了白天蕭被下毒的經驗，找空檔與吳寧說了。蕭藉著敬酒暗傳字條給朱輝示警，於是下毒又沒成功。
夜晚皮、毛計議已定，由毛到蕭、朱廂房分擲暗器，成功引得朱驥找蕭少鎡動手。騷動中，有眼無珠的蕭少鎡貼身擒拿朱輝時才赫然發現朱是女兒身。吳寧藉問騷動原因之便，通知蕭、朱三人暗中至其房間集合，原來吳寧曾是于謙手下參軍，早已認出朱氏兄妹是于謙故人。第二日押解于謙家屬的官差隊伍投店，店內番子通知皮、毛，監視番子行動的吳寧等四人亦分別回轉店內。進行若干回接戰後，毛宗憲遭蕭少鎡所殺，番子撤退，吳寧等四人、于家三人與押解的官差返回客棧。吳寧在客棧內為兩邊傷者療傷。一位東廠番子多剌與其弟假裝昏迷留下來，表示亦曾在于謙帳下效力，願加入吳寧等人。討論曹少欽武功時，多剌兄弟小露一手快劍，顯示了前一晚飯桌上留了一手、截然不同的功力。夜晚狀況外的總兵歸玉章來訪，問吳寧12個守兵如何被殺害？第二天曹少欽抵達龍門，射入最後通牒，狀況外的歸總兵尋曹理論被殺。番子進攻客棧時發現吳寧等人布下陷阱，事先離去。行進中的吳寧一行人終被番子包圍，展開戰鬥，擊殺皮紹棠後，蕭少鎡、朱驥、多剌兄弟與曹鏖戰，多人傷亡下，終於由多剌以同歸於盡的方式，成功斬殺曹少欽。

## 演員與登場角色

### 主要角色
- 石雋：飾演 蕭少鎡
- 上官靈鳳：飾演 朱輝
- 白鷹：飾演 曹少欽
- 苗天[7]：飾演 皮紹棠
- 薛漢：飾演 朱驥[8]
- 曹健：飾演 吳寧[9]

### 番子
- 韓英傑：飾演 毛宗憲
- 二牛（徐二牛）：飾演 大頭目
- 張允文[10]：飾演 二頭目
- 萬重山：飾演 多剌
- 文天：飾演 多剌之弟
- 魯直：飾演 番子
- 劉楚：飾演 番子
- 阿仔：飾演 番子

### 于謙家人
- 徐楓：飾演 于欣（于謙的女兒）
- 余繼孔：飾演 廣
- 齊偉：飾演 冕

### 客棧
- 高明：飾演 帳房
- 葛小寶：飾演 店小二

### 其他
- 高飛：飾演 歸玉章
- 田鵬：飾演 解差
- 李傑：飾演 押解官

## 衍生作品
- 《新龍門客棧》（1992年）

由徐克監製，李惠民執導。
- 《不散》（2003年）

蔡明亮執導。

### 《新龍門客棧》衍生作品
- 1996年台灣電視劇《新龍門客棧》。
- 1999年在台灣發行的電腦遊戲《新龍門客棧》。
- 2011年徐克3D電影《龍門飛甲》。
- 2013年首播的台灣電視劇《飛越龍門客棧》。

## 外部連結
- 互联网电影数据库（IMDb）上《龍門客棧》的资料（英文）
- AllMovie上《Dragon Inn》的资料（英文）
- 香港影庫上《龍門客棧》的資料（繁體中文）
- OFDb - Herberge zum Drachentor, Die (1967) （页面存档备份，存于）